# Monument national de la Victoire de la Marne
Pour les articles homonymes, voir Monument de la Victoire (homonymie).
Pour un article plus général, voir Sites funéraires et mémoriels de la Première Guerre mondiale (Front Ouest).
Le Monument national de la Victoire de la Marne est un monument commémoratif de la première bataille de la Marne et perpétue le souvenir des soldats qui ont livré combat du 6 au 12 septembre 1914 au cours de cette bataille de la Première Guerre mondiale. Situé sur la commune de Mondement-Montgivroux dans le sud-ouest de la Marne à neuf kilomètres de Sézanne, le site comprend outre le monument national, un musée local, l'église et le cimetière du village, ainsi que le château.

## Historique
C’est en mémoire de toutes les armées alliées qui combattirent lors de la première bataille de la Marne que, dès 1920, le Parlement décida d’ériger un monument à Mondement. La loi de finance du 31 juillet 1920, par l'article 107, stipule : « Il sera fait par les soins du ministère de la Guerre un choix des plus remarquables organisations du front pour être conservées et classées comme monuments historiques. Des monuments seront élevés par la Nation pour perpétuer la mémoire de la première et de la deuxième victoire de la Marne ».
En effet, le site de Mondement fut choisi parce qu'il constituait dans le front de la bataille un point stratégique des marais de Saint-Gond qui verrouillait le passage des Allemands vers Paris et où les Français bloquèrent leur avancée par le sud le 9 septembre, avant leur retraite et avant que le front ne se stabilise quelque 70 kilomètres plus au nord.
À la suite d'un concours en 1929, le ministère de la Guerre confia la réalisation du monument à l'architecte Paul Bigot et au sculpteur Henri Bouchard. Les travaux commencés en 1931 se poursuivent jusqu'en 1938. L'inauguration officielle est prévue en septembre 1939 mais la Seconde Guerre mondiale empêche celle-ci qui n'a lieu qu'en septembre 1951.
Si le monument fut érigé et financé par l'État français, c'est le conseil départemental de la Marne qui en est le propriétaire depuis 1969, mais c'est l'Association Mondement 1914 - Les soldats de la Marne - Joffre - Foch qui entretient le devoir de mémoire, essentiellement par l’action de ses bénévoles.
Le monument a été inscrit à l'inventaire supplémentaire des monuments historiques le 4 octobre 1991.
Le moment fut visité par le Premier ministre Manuel Valls en septembre 2014.

## Caractéristiques

### Architecture du monument
Le monument fait 35,5 mètres de haut et est érigé au sommet d'une colline culminant à 209 mètres. Il domine au nord les marais de Saint-Gond et au sud le plateau de la Brie et la plaine de la Champagne crayeuse, offrant un vaste point de vue sur les champs de bataille.
Légèrement placé à l'écart du village, entre le château et l'église, le monument prend la forme d'une borne colossale, coulée sur une armature métallique dans un béton fait d'agrégats roses de Moselle, avec des fondations qui s'enfoncent à 22 mètres dans le sol.
L’ensemble du site est composé du monolithe sur lequel sont gravées des bas-reliefs et des inscriptions, d’une table d'orientation, de l'ancienne école communale qui renferme le musée, de l'église et du cimetière, ainsi que du château.

### Les éléments décoratifs

#### Face nord

Détail de la face nord.

La Victoire ailée est une allégorie féminine qui traverse l'orage en écartant les éclairs de la foudre au milieu des trompettes annonçant le triomphe des armées françaises.
La Fresque des généraux sculptée à la base du mégalithe est un bas-relief aux effigies des généraux qui commandaient une armée pendant la première bataille de la Marne : Sarrail, de Langle de Cary, Foch, Joffre, le soldat de la Marne, Franchet d'Espèrey, French, Maunoury, Galliéni.
Au-dessus de la fresque, deux inscriptions sont gravées.

Le premier texte célèbre la victoire : 

« À la voix de Joffre, l'armée française en pleine retraite s'arrêta et fit face à l'ennemi. Alors se déchaîna la Bataille de la Marne, sur un front de 70 lieues de Verdun aux portes de Paris. Après plusieurs jours de luttes héroïques, l'ennemi de toutes parts battait en retraite et sur l'étendue du front, la victoire passait. »

Le second texte est l'ordre du jour du 6 septembre 1914 signé par Joffre : 

« Au moment où s'engage une bataille dont dépend le salut du pays, il importe de rappeler à tous que le moment n'est plus de regarder en arrière. Tous les efforts doivent être employés à attaquer et repousser l'ennemi. Toute troupe qui ne peut plus avancer devra coûte que coûte garder le territoire conquis et se faire tuer sur place, plutôt que de reculer. Dans les circonstances actuelles, aucune défaillance ne peut être tolérée. Joffre »

#### Face sud
Elle porte l'inscription : 

« À tous ceux qui sur notre terre, du plus lointain des âges, dressèrent la borne contre l'envahisseur »

ainsi que la liste des armées qui constituaient le front au moment de la première bataille de la Marne. Le nom de chacune d'entre elles est gravé face à la direction du lieu qu'elle occupait au début de la contre-offensive française : 

« Bataille de la Marne 6-16 septembre 1914 / Composition et situation des armées alliées le 6 septembre / Armée française, commandant en chef général Joffre / Camp retranché de Paris, général Galliéni / 6e Armée de Maunoury, de Metz à Meaux / Place de la bataille de l'armée anglaise : de Villiers-sur-Morin à Jouy-le-Châtel / 5e Armée, général Franchet d'Esperey, de Provins à Sézanne / 9e Armée, général Foch, de Sézanne au Camp de Mailly / 4e Armée, général Langle de Cary, du Camp de Mailly à Sermaize-les-Bains / 3e Armée, général Sarrail, de Revigny à Verdun. »

#### Face ouest
Elle porte l'inscription des noms des corps d'armée qui, sous le commandement du maréchal French, constituaient les troupes britanniques engagées dans la bataille.

### Église et cimetière

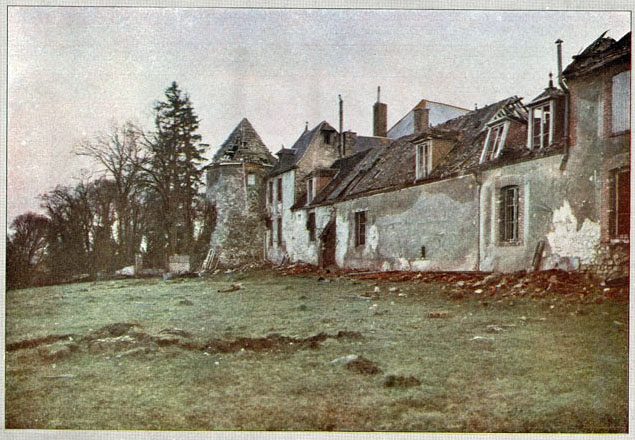
Le château est en grande partie ruiné au soir du 9 septembre, jour de sa reprise par les Français du général Humbert.

Dans l'église et sur le mur du carré militaire du cimetière attenant sont gravées diverses inscriptions rendant hommage au 77e régiment d’infanterie ou encore aux zouaves de la Division marocaine.

### Le château
Sur le mur d'entrée du château est scellée une plaque à l'effigie du général Humbert qui commandait la Division marocaine pendant la bataille des marais de Saint-Gond et qui ordonna au 77e régiment d'infanterie de reprendre la position de Mondement.

### Le musée
Le musée qui se trouve dans l'ancienne école communale permet d'appréhender l'histoire de la première bataille de la Marne et l'histoire locale inhérente à ces combats, dont le front toucha huit cantons du département de la Marne, ainsi que l'approche culturelle de la Grande Guerre. 

## Commémoration et visite du site

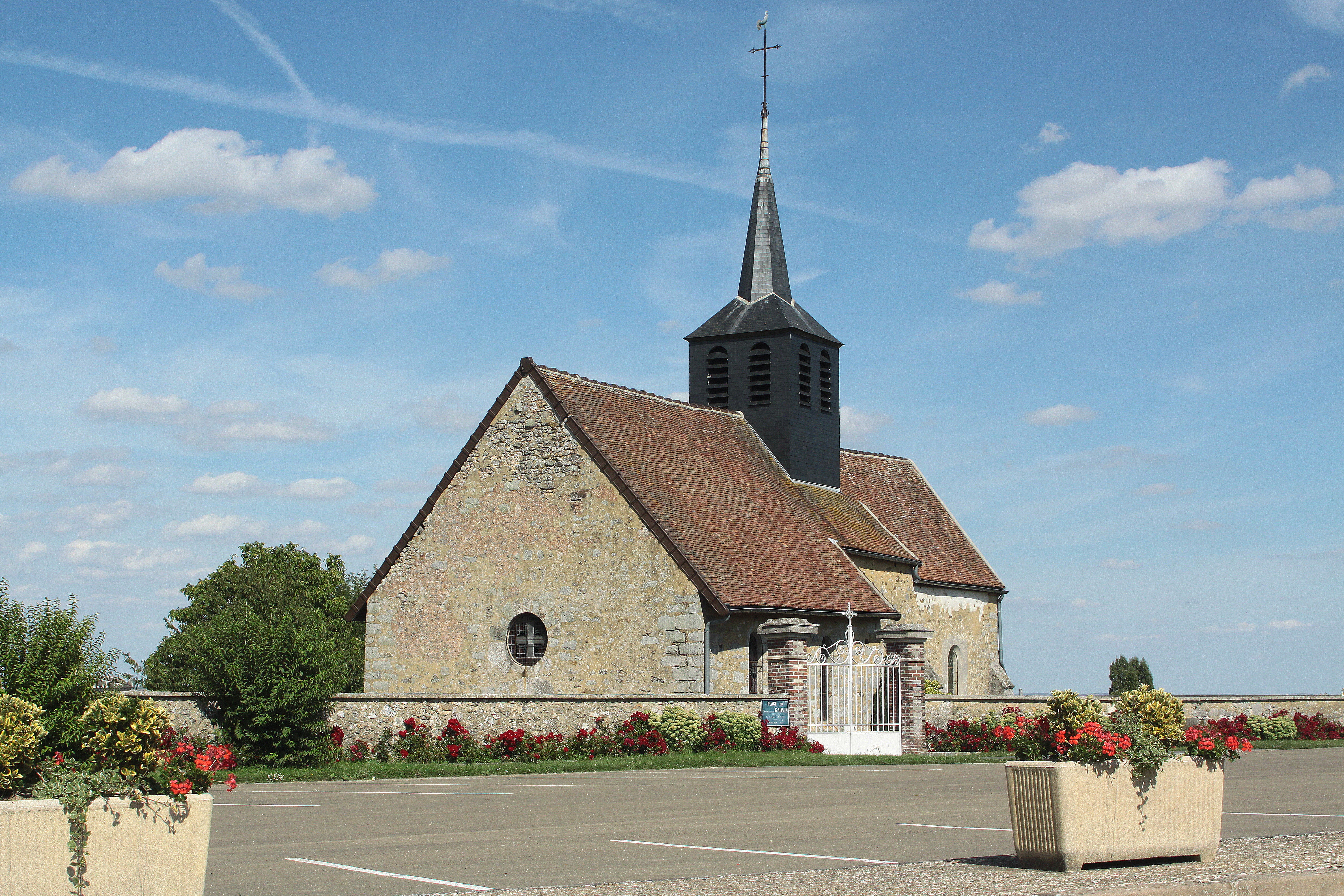
L'église et le cimetière de Mondement.

Chaque premier dimanche de septembre depuis 1951, année de l'inauguration du monument national, la cérémonie commémorative de la première bataille de la Marne a lieu à Mondement. C'est l'une des plus importantes cérémonies de commémoration de la première bataille de la Marne par la participation des délégations étrangères, la présence des attachés militaires représentant les pays belligérants, d'historiens et de vétérans des régiments issus de la Grande Guerre. En septembre 2014, une des cérémonies solennelles du centenaire de la première bataille de la Marne eut lieu à Mondement.
La visite du site de Mondement comprend le monument national et le musée local, ainsi que l'église et le cimetière du village. Le château à proximité est une propriété privée. Chaque dimanche de juin à septembre, les visiteurs sont accueillis au monument et au musée par les bénévoles de l'association. Les groupes sont reçus toute l'année en visite guidée.

## Cimetières militaires
Les soldats morts dans ce secteur du sud-ouest marnais au cours de la première bataille de la Marne, sur le front de la bataille des Marais de Saint-Gond sont inhumés non pas sur le site de Mondement mais dans un rayon de 10  à   20 kilomètres tout autour, dans quatre nécropoles : 
- la nécropole nationale de Fère-Champenoise avec près de 6 000 soldats français ;
- la nécropole nationale de Soizy-aux-Bois ;
- la nécropole nationale de Courgivaux[5] ;
- le cimetière militaire allemand de Connantre avec près de 9 000 soldats allemands[6].